# Copa da Alemanha de Futebol de 2024–25
A DFB-Pokal de 2024–25 foi a 82ª temporada anual da Copa da Alemanha. Começou em 16 de agosto de 2024 e terminou no dia 24 de maio de 2025 no Estádio Olímpico de Berlim, um local neutro, que sedia a final da copa desde 1985. Sessenta e quatro equipes participaram da competição, incluindo todas as equipes da Bundesliga e 2. Bundesliga do ano anterior.
A DFB-Pokal é considerada o segundo título de clube mais importante do futebol alemão, depois do campeonato da Bundesliga. A DFB-Pokal é administrada pela Federação Alemã de Futebol (DFB). 
O vencedor da Copa da Alemanha recebe a qualificação automática para a fase de grupos da edição 2025–26 da Liga Europa. Se o campeão já estiver classificado para a Liga dos Campeões da UEFA através de uma posição na Bundesliga, a vaga vai para o time da sexta colocação. O vencedor também sediará a edição 2025 da Supercopa da Alemanha no início da próxima temporada e enfrentará o campeão da Bundesliga de 2025–26.

## Calendário
| Fase             | Data de sorteio        | Data das partidas                             |
| ---------------- | ---------------------- | --------------------------------------------- |
| Primera fase     | 1 de junho de 2024     | 16–19 de agosto e 27–28 de agosto de 2024     |
| Segunda fase     | 1 de setembro de 2024  | 29–30 de outubro de 2024                      |
| Oitavas de final | 3 de novembro de 2024  | 3–4 de dezembro de 2024                       |
| Quartas de final | 15 de dezembro de 2024 | 4–5 de fevereiro e 25–26 de fevereiro de 2025 |
| Semifinais       | 2 de março de 2025     | 1–2 de abril de 2025                          |
| Final            | 2 de março de 2025     | 24 de maio de 2025                            |

## Clubes participantes
Os seguintes times participam da competição nesta temporada:
| Bundesliga 18 clubes da temporada 2023–24 | 2. Bundesliga 18 clubes da temporada 2023–24 | 3. Liga Os 4 clubes com melhor campanha na temporada 2023–24 |
| - Augsburg - Bayer Leverkusen - Bayern de Munique - Bochum - Borussia Dortmund - Borussia Mönchengladbach - Eintracht Frankfurt - Darmstadt 98 - Freiburg - Heidenheim - Hoffenheim - Köln - Mainz 05 - RB Leipzig - Stuttgart - Union Berlin - Werder Bremen - Wolfsburg | - Eintracht Braunschweig - Elversberg - Fortuna Düsseldorf - Greuther Fürth - Hamburgo - Hannover 96 - Hansa Rostock - Hertha Berlim - Holstein Kiel - Kaiserslautern - Karlsruher - Magdeburg - Nürnberg - Paderborn - Schalke 04 - St. Pauli - Osnabrück - Wehen Wiesbaden | - Dynamo Dresden - Jahn Regensburg - Preußen Münster - SSV Ulm |
| Representantes das associações regionais 24 representantes de 21 associações regionais da DFB. | | |
| Baden - Sandhausen Baviera - Ingolstadt (VC) - Würzburger Kickers (VL) Berlim - Viktoria 1889 Brandemburgo - Energie Cottbus Bremen - Bremer SV Hamburgo - Teutonia Ottensen Hesse - Kickers Offenbach                                                                    | Baixa Renânia - Rot-Weiss Essen Baixa Saxônia - SV Meppen (3L/RL) - VfV Hildesheim (Am.) Mecklemburgo-Pomerânia Ocidental - Greifswalder FC Renânia do Meio - Alemannia Aachen Renânia-Palatinado - TuS Koblenz Sarre - Saarbrücken Saxônia - Erzgebirge Aue                 | Saxônia-Anhalt - Hallescher Eslésvico-Holsácia - Phönix Lübeck Baden-Württemberg (sul) - FC 08 Villingen Sudoeste - Schott Mainz Turíngia - Carl Zeiss Jena Vestfália - Arminia Bielefeld (VC) - Sportfreunde Lotte (RL) Württemberg - VfR Aalen |

## Primeira fase
| Bundesliga | 2. Bundesliga | 3. Liga | Representantes das associações regionais | Total   |
| ---------- | ------------- | ------- | ---------------------------------------- | ------- |
| 18 / 18    | 18 / 18       | 4 / 4   | 24 / 24                                  | 64 / 64 |

| Equipe 1               | Resultado       | Equipe 2                 |
| ---------------------- | --------------- | ------------------------ |
| Würzburger Kickers     | 2–2 (3–5) (pen) | Hoffenheim               |
| Wehen Wiesbaden        | 1–3             | Mainz 05                 |
| Hallescher             | 2–3             | St. Pauli                |
| SSV Ulm                | 0–4             | Bayern de Munique        |
| Schott Mainz           | 0–2             | Greuther Fürth           |
| Erzgebirge Aue         | 1–3             | Borussia Mönchengladbach |
| Greifswalder FC        | 0–1             | Union Berlin             |
| FC 08 Villingen        | 0–4             | Heidenheim               |
| Rot-Weiss Essen        | 1–4             | RB Leipzig               |
| Ingolstadt             | 1–2             | Kaiserslautern           |
| VfR Aalen              | 0–2             | Schalke 04               |
| Osnabrück              | 0–4             | Freiburg                 |
| Alemannia Aachen       | 2–3             | Holstein Kiel            |
| Arminia Bielefeld      | 2–0             | Hannover 96              |
| Phönix Lübeck          | 1–4             | Borussia Dortmund        |
| Viktoria 1889          | 1–4             | Augsburg                 |
| Saarbrücken            | 1–1 (3–5) (pen) | Nürnberg                 |
| Teutonia Ottensen      | 1–3             | Darmstadt 98             |
| Jahn Regensburg        | 1–0             | Bochum                   |
| Bremer SV              | 0–4             | Paderborn                |
| VfV Hildesheim         | 0–7             | Elversberg               |
| Sandhausen             | 2–3             | Köln                     |
| Hansa Rostock          | 1–5             | Hertha Berlim            |
| Dynamo Dresden         | 2–0             | Fortuna Düsseldorf       |
| Sportfreunde Lotte     | 0–5             | Karlsruher               |
| SV Meppen              | 1–7             | Hamburgo                 |
| Energie Cottbus        | 1–3             | Werder Bremen            |
| TuS Koblenz            | 0–1             | Wolfsburg                |
| Kickers Offenbach      | 2–1             | Magdeburg                |
| Eintracht Braunschweig | 1–4             | Eintracht Frankfurt      |
| Preußen Münster        | 0–5             | Stuttgart                |
| Carl Zeiss Jena        | 0–1             | Bayer Leverkusen         |

## Segunda fase
| Bundesliga | 2. Bundesliga | 3. Liga | Representantes das associações regionais | Total   |
| ---------- | ------------- | ------- | ---------------------------------------- | ------- |
| 17 / 18    | 11 / 18       | 2 / 4   | 2 / 24                                   | 32 / 64 |

| Equipe 1            | Resultado | Equipe 2                 |
| ------------------- | --------- | ------------------------ |
| Bayer Leverkusen    | 3–0       | Elversberg               |
| Kickers Offenbach   | 0–2       | Karlsruher               |
| Augsburg            | 3–0       | Schalke 04               |
| RB Leipzig          | 4–2       | St. Pauli                |
| Stuttgart           | 2–1       | Kaiserslautern           |
| Köln                | 3–0       | Holstein Kiel            |
| Wolfsburg           | 1–0       | Borussia Dortmund        |
| Jahn Regensburg     | 1–0       | Greuther Fürth           |
| Freiburg            | 2–1       | Hamburgo                 |
| Hertha Berlim       | 2–1       | Heidenheim               |
| Eintracht Frankfurt | 2–1       | Borussia Mönchengladbach |
| Paderborn           | 0–1       | Werder Bremen            |
| Arminia Bielefeld   | 2–0       | Union Berlin             |
| Hoffenheim          | 2–1       | Nürnberg                 |
| Dynamo Dresden      | 2–3       | Darmstadt 98             |
| Mainz 05            | 0–4       | Bayern de Munique        |

## Chaveamento
Em itálico, as equipes que possuem o mando de campo no primeiro jogo do confronto e em negrito as equipes classificadas.
|  | Oitavas de final    | Oitavas de final |   |                   | Quartas de final | Quartas de final |  |                   | Semifinais | Semifinais |  |                   | Final | Final |
|  |                     |                  |   |                   |                  |                  |  |                   |            |            |  |                   |       |       |
|  | Arminia Bielefeld   | 3                |   |                   |                  |                  |  |                   |            |            |  |                   |       |       |
|  | Freiburg            | 1                |   |                   |                  |                  |  |                   |            |            |  |                   |       |       |
|  | Freiburg            | 1                |   | RB Leipzig        | 1                |                  |  |                   |            |            |  |                   |       |       |
|  |                     |                  |   | RB Leipzig        | 1                |                  |  |                   |            |            |  |                   |       |       |
|  |                     | Wolfsburg        | 0 |                   |                  |                  |  |                   |            |            |  |                   |       |       |
|  | Bayern de Munique   | Wolfsburg        | 0 | 0                 |                  |                  |  |                   |            |            |  |                   |       |       |
|  | Bayern de Munique   |                  |   | 0                 |                  |                  |  |                   |            |            |  |                   |       |       |
|  | Bayer Leverkusen    | 1                |   |                   |                  |                  |  |                   |            |            |  |                   |       |       |
|  | Bayer Leverkusen    | 1                |   |                   |                  |                  |  | Arminia Bielefeld | 2          |            |  |                   |       |       |
|  |                     |                  |   |                   |                  |                  |  | Arminia Bielefeld | 2          |            |  |                   |       |       |
|  |                     | Bayer Leverkusen | 1 |                   |                  |                  |  |                   |            |            |  |                   |       |       |
|  | Werder Bremen       | Bayer Leverkusen | 1 | 1                 |                  |                  |  |                   |            |            |  |                   |       |       |
|  | Werder Bremen       |                  |   | 1                 |                  |                  |  |                   |            |            |  |                   |       |       |
|  | Darmstadt 98        | 0                |   |                   |                  |                  |  |                   |            |            |  |                   |       |       |
|  | Darmstadt 98        | 0                |   | Arminia Bielefeld | 2                |                  |  |                   |            |            |  |                   |       |       |
|  |                     |                  |   | Arminia Bielefeld | 2                |                  |  |                   |            |            |  |                   |       |       |
|  |                     | Werder Bremen    | 1 |                   |                  |                  |  |                   |            |            |  |                   |       |       |
|  | RB Leipzig          | Werder Bremen    | 1 | 3                 |                  |                  |  |                   |            |            |  |                   |       |       |
|  | RB Leipzig          |                  |   | 3                 |                  |                  |  |                   |            |            |  |                   |       |       |
|  | Eintracht Frankfurt | 0                |   |                   |                  |                  |  |                   |            |            |  |                   |       |       |
|  | Eintracht Frankfurt | 0                |   |                   |                  |                  |  |                   |            |            |  | Arminia Bielefeld | 2     |       |
|  |                     |                  |   |                   |                  |                  |  |                   |            |            |  | Arminia Bielefeld | 2     |       |
|  |                     | Stuttgart        | 4 |                   |                  |                  |  |                   |            |            |  |                   |       |       |
|  | Karlsruher          | Stuttgart        | 4 | 2(4)              |                  |                  |  |                   |            |            |  |                   |       |       |
|  | Karlsruher          |                  |   | 2(4)              |                  |                  |  |                   |            |            |  |                   |       |       |
|  | Augsburg            | 2(5)             |   |                   |                  |                  |  |                   |            |            |  |                   |       |       |
|  | Augsburg            | 2(5)             |   | Stuttgart         | 1                |                  |  |                   |            |            |  |                   |       |       |
|  |                     |                  |   | Stuttgart         | 1                |                  |  |                   |            |            |  |                   |       |       |
|  |                     | Augsburg         | 0 |                   |                  |                  |  |                   |            |            |  |                   |       |       |
|  | Jahn Regensburg     | Augsburg         | 0 | 0                 |                  |                  |  |                   |            |            |  |                   |       |       |
|  | Jahn Regensburg     |                  |   | 0                 |                  |                  |  |                   |            |            |  |                   |       |       |
|  | Stuttgart           | 3                |   |                   |                  |                  |  |                   |            |            |  |                   |       |       |
|  | Stuttgart           | 3                |   |                   |                  |                  |  | Stuttgart         | 3          |            |  |                   |       |       |
|  |                     |                  |   |                   |                  |                  |  | Stuttgart         | 3          |            |  |                   |       |       |
|  |                     | RB Leipzig       | 1 |                   |                  |                  |  |                   |            |            |  |                   |       |       |
|  | Köln                | RB Leipzig       | 1 | 2                 |                  |                  |  |                   |            |            |  |                   |       |       |
|  | Köln                |                  |   | 2                 |                  |                  |  |                   |            |            |  |                   |       |       |
|  | Hertha Berlim       | 1                |   |                   |                  |                  |  |                   |            |            |  |                   |       |       |
|  | Hertha Berlim       | 1                |   | Bayer Leverkusen  | 3                |                  |  |                   |            |            |  |                   |       |       |
|  |                     |                  |   | Bayer Leverkusen  | 3                |                  |  |                   |            |            |  |                   |       |       |
|  |                     | Köln             | 2 |                   |                  |                  |  |                   |            |            |  |                   |       |       |
|  | Wolfsburg           | Köln             | 2 | 3                 |                  |                  |  |                   |            |            |  |                   |       |       |
|  | Wolfsburg           |                  |   | 3                 |                  |                  |  |                   |            |            |  |                   |       |       |
|  | Hoffenheim          | 0                |   |                   |                  |                  |  |                   |            |            |  |                   |       |       |

## Oitavas de final
| Bundesliga | 2. Bundesliga | 3. Liga | Representantes das associações regionais | Total   |
| ---------- | ------------- | ------- | ---------------------------------------- | ------- |
| 12 / 18    | 2 / 18        | 1 / 4   | 1 / 24                                   | 16 / 64 |

| Equipe 1          | Resultado       | Equipe 2            |
| ----------------- | --------------- | ------------------- |
| Arminia Bielefeld | 3–1             | Freiburg            |
| Bayern de Munique | 0–1             | Bayer Leverkusen    |
| Werder Bremen     | 1–0             | Darmstadt 98        |
| RB Leipzig        | 3–0             | Eintracht Frankfurt |
| Karlsruher        | 2–2 (4–5) (pen) | Augsburg            |
| Jahn Regensburg   | 0–3             | Stuttgart           |
| Köln              | 2–1             | Hertha Berlim       |
| Wolfsburg         | 3–0             | Hoffenheim          |

## Quartas de final
| Bundesliga | 2. Bundesliga | 3. Liga | Representantes das associações regionais | Total  |
| ---------- | ------------- | ------- | ---------------------------------------- | ------ |
| 7 / 18     | 0 / 18        | 0 / 4   | 1 / 24                                   | 8 / 64 |

| Equipe 1          | Resultado | Equipe 2      |
| ----------------- | --------- | ------------- |
| RB Leipzig        | 1–0       | Wolfsburg     |
| Arminia Bielefeld | 2–1       | Werder Bremen |
| Stuttgart         | 1–0       | Augsburg      |
| Bayer Leverkusen  | 3–2       | Köln          |

## Semifinal
| Bundesliga | 2. Bundesliga | 3. Liga | Representantes das associações regionais | Total  |
| ---------- | ------------- | ------- | ---------------------------------------- | ------ |
| 3 / 18     | 0 / 18        | 0 / 4   | 1 / 24                                   | 4 / 64 |

| Equipe 1          | Resultado | Equipe 2         |
| ----------------- | --------- | ---------------- |
| Arminia Bielefeld | 2–1       | Bayer Leverkusen |
| Stuttgart         | 3–1       | RB Leipzig       |

## Final
| Bundesliga | 2. Bundesliga | 3. Liga | Representantes das associações regionais | Total  |
| ---------- | ------------- | ------- | ---------------------------------------- | ------ |
| 1 / 18     | 0 / 18        | 0 / 4   | 1 / 24                                   | 2 / 64 |

| 24 de maio de 2025 | Arminia Bielefeld        | 2 – 4     | Stuttgart                                  | Estádio Olímpico, Berlim                              |
| 20:00 (UTC+2)      | Kania 82' · Vagnoman 85' | Relatório | 15' Woltemade · 22' 66' Millot · 28' Undav | Público: 74 036 Árbitro: ALE Christian Dingert (FIFA) |

## Premiação
| Copa da Alemanha de 2024–25    |
| ------------------------------ |
| Stuttgart Campeão (4.º título) |